# Aurgazi járás
Az Aurgazi járás (oroszul Аургазинский район, baskír nyelven Ауырғазы районы) Oroszország egyik járása a Baskír Köztársaságban. Székhelye a Tolbazi nevű falu, nevét pedig az Aurgazi folyóról kapta.

## Népesség
- 1970-ben 55 055 lakosa volt, melyből 25 643 tatár (46,8%), 5 171 baskír (9,4%).
- 1989-ben 38 962 lakosa volt, melyből 18 773 tatár (48,2%), 4 173 baskír (10,7%).
- 2002-ben 38 996 lakosa volt, melyből 16 886 tatár (43,3%), 11 740 csuvas, 6 748 baskír (17,3%), 2 257 orosz (5,79%), 458 mordvin.
- 2010-ben 36 970 lakosa volt, melyből 15 568 tatár (42,2%), 10 816 csuvas (29,3%), 6 986 baskír (18,9%), 2 377 orosz (6,4%), 440 ukrán, 375 mordvin, 26 mari, 6 fehérorosz, 1 mordvin.

| Lakosok száma | 39 069 | 38 996 | 37 755 | 36 970 | 36 226 | 35 609 | 35 035 | 33 721 | 33 358 | 31 446 |
|               | 1989   | 2002   | 2008   | 2010   | 2012   | 2013   | 2014   | 2016   | 2017   | 2021   |